# Лез-Эрбье (кантон)
Лез-Эрбье (фр. Herbiers) — кантон во Франции, находится в регионе Пеи-де-ла-Луар, департамент Вандея. Расположен на территории двух округов: пять коммун входят в состав округа Ла-Рош-сюр-Йон, девять – в состав округа Фонтене-ле-Конт.

## История
Кантон Лез-Эрбье был создан в 1790 году и его состав несколько раз менялся. Современный кантон Лез-Эрбье образован в результате реформы 2015 года.
С 1 января 2016 года состав кантона изменился: коммуны Ла-Флосейер, Ла-Поммере-сюр-Севр, Ле-Шателье-Шатомюр и Сен-Мишель-Мон-Меркюр образовали новую коммуну Севремон.

## Состав кантона с 1 января 2019 года
В состав кантона входят коммуны (население по данным Национального института статистики за 2019 г.):
- Ла-Мейре-Тийе (1 502 чел.)
- Лез-Эпес (2 914 чел.)
- Лез-Эрбье (16 250 чел.)
- Монсирень (957 чел.)
- Монтурне (1 641 чел.)
- Мушам (2 922 чел.)
- Пузож (5 557 чел.)
- Рермюр (862 чел.)
- Севремон (6 423 чел.)
- Сен-Марс-ла-Реорт (999 чел.)
- Сен-Мемен (1 755 чел.)
- Сен-Поль-ан-Паре (1 328 чел.)
- Таллю-Сент-Жам (458 чел.)
- Шавань-ле-Реду (834 чел.)

## Политика
На президентских выборах 2022 г. жители кантона отдали в 1-м туре Эмманюэлю Макрону 42,5 % голосов против 19,2 % у Марин Ле Пен и 12,2 % у Жана-Люка Меланшона; во 2-м туре в кантоне победил Макрон, получивший 68,7 % голосов. (2017 год. 1 тур: Эмманюэль Макрон – 29,0 %, Франсуа Фийон – 28,7 %, Марин Ле Пен – 14,6 %, Жан-Люк Меланшон – 13,1 %; 2 тур: Макрон – 77,1 %. 2012 год. 1 тур: Николя Саркози — 32,6 %, Франсуа Олланд — 24,0 %, Марин Ле Пен — 17,6 %; 2 тур: Саркози — 55,8 %).
С 2021 года кантон в Совете департамента Вандея представляют первый вице-мэр города Лез-Эрбье Кристоф Огар (Christophe Hogard) и первый вице-мэр коммуны Шавань-ле-Реду Беранжер Сулар (Bérengère Soulard) (оба – Разные правые).
|                | Кандидаты                         | Партия                   | Первый тур | Первый тур     | Второй тур | Второй тур |
| Кол-во голосов | Кандидаты                         | Партия                   | % голосов  | Кол-во голосов | % голосов  |            |
| -------------- | --------------------------------- | ------------------------ | ---------- | -------------- | ---------- | ---------- |
|                | Кристоф Огар Беранжер Сулар       | Разные правые            | 5 639      | 61,42          | 6 268      | 71,34      |
|                | Жюли Мариэль-Годар Валантен Рондо | Левый блок – Зелёные     | 2 358      | 25,68          | 2 518      | 28,66      |
|                | Тьерри Обер Катрин Руа            | Национальное объединение | 1 184      | 12,90          |            |            |

|                | Кандидаты                      | Партия             | Первый тур | Первый тур |
| Кол-во голосов | Кандидаты                      | Партия             | % голосов  |            |
| -------------- | ------------------------------ | ------------------ | ---------- | ---------- |
|                | Эрве Робино Беранжер Сулар     | Правый блок        | 9 501      | ' 63,39    |
|                | Марина Невё Жан-Патрик Фийе    | Национальный фронт | 2 906      | 19,39      |
|                | Ив Габаре Мари-Франсуаза Мишно | Левый фронт        | 2 580      | 17,21      |